# Karl Brunner
Karl Brunner (16. února 1916, Curych – 9. května 1989, Rochesteru (USA) byl švýcarský ekonom, jeden z významných představitelů monetarismu.
V roce 1943 se přestěhoval do USA, kde vyučoval na Harvard University a později na Chicágské univerzitě. Dále vyučoval na Kalifornské univerzitě v Los Angeles a na Ohijské státní univerzitě. Od roku 1971 přednášel na Rochesterské univerzitě ve státě New York.
Ve svém díle se zaměřil na povahu procesu peněžní nabídky a filosofie vědy a logiky.
Podílel se na založení časopisu Journal of Monetary Economics specializovaného na makroekonomii a monetární politiku.
Po jeho jméně je pojmenováno každoroční ocenění Simon Business School na Rochesterské univerzitě  pro promující neamerické studenty s nejvyšším hodnocením v rámci MBA programu.

## Dílo
- BRUNNER, Karl. Monetary management, domestic inflation and imported inflation. National monetary policies and the international financial system. University of Chicago Press, 1974, s. 179–208.
- BRUNNER, Karl; MELTZER, Allan H. The Uses of Money: Money in the Theory of an Exchange Economy. The American Economic Review. 1971, roč. 61, čís. 5, s. 784–805. Dostupné online.
- BRUNNER, Karl; MELTZER, Allan H. Money and the Economy: Issues in Monetary Analysis. [s.l.]: Cambridge University Press, 1997. 391 s. ISBN 9780521599740.